# ATP Buenos Aires 2001
L'ATP di Buenos Aires 2001 è stato un torneo di tennis giocato sulla terra rossa.
È stata la 62ª edizione dell'ATP di Buenos Aires,
che fa parte della categoria International Series nell'ambito dell'ATP Tour 2001.
Si è giocato nel Buenos Aires Lawn Tennis Club di Buenos Aires in Argentina,
dal 19 al 26 febbraio 2001.

## Campioni

### Singolare
Gustavo Kuerten ha battuto in finale  José Acasuso con il punteggio di 6–1, 6–3

### Doppio
Lucas Arnold Ker /  Tomás Carbonell hanno battuto in finale  Mariano Hood /  Sebastián Prieto con il punteggio di 5–7, 7–5, 7–6(5)